# Gewone anijschampignon
De gewone anijschampignon (Agaricus arvensis) of akkerchampignon is een paddenstoel die behoort tot de familie Agaricaceae. De soort is eetbaar en heeft de geur van anijs. Deze soort lijkt op de giftige karbolchampignon (Agaricus xanthodermus), die maagklachten kan veroorzaken.

## Beschrijving

### Uiterlijke kenmerken
Hoed
De hoed heeft een doorsnede van 8-20 cm en is half bolvormig. Later wordt de hoed wat vlakker. De kleur varieert van wit tot crème-achtig. De hoed verkleurt door aanraking of ouderdom tot licht geelachtig.
Steel
De steel is 8 tot 10 cm lang en 2 tot 2,5 cm dik. Deze is cilindervormig met een gezwollen basis, een witte kleur en bevat een vliezige ring met eronder een tandrand van bruine schubben.
Manchet
Er is een groot, hangend manchet. De onderste ringlaag is gespleten als de spaken van een wiel.
Lamellen
De lamellen zijn aanvankelijk wit, maar worden later bruinachtig en ten slotte purperbruin. In tegenstelling tot de gewone weidechampignon (Agaricus campestris) zijn de lamellen nooit roze.
Vlees
Het vlees van de anijschampignon is wit en verkleurt niet.
Sporenprint
De sporenprint is purperbruin.

### Microscopische kenmerken
De paarsbruine sporen zijn ovaal en meten 6-8 × 4,5-5,5 μm.

## Habitat
De gewone anijschampignon komt algemeen in Nederland voor, met name in natte open graslanden, bossen, zwaar bemeste weilanden, parken, wegbermen, boomgaarden en op heuvelhellingen. Vaak vormen ze heksenkringen. Hij is te vinden vanaf juli tot november.